# Veribubo gorodkovi
Veribubo gorodkovi är en tvåvingeart som först beskrevs av Zaitzev 1962.  Veribubo gorodkovi ingår i släktet Veribubo och familjen svävflugor. Inga underarter finns listade i Catalogue of Life.